# پیست اسکی خور

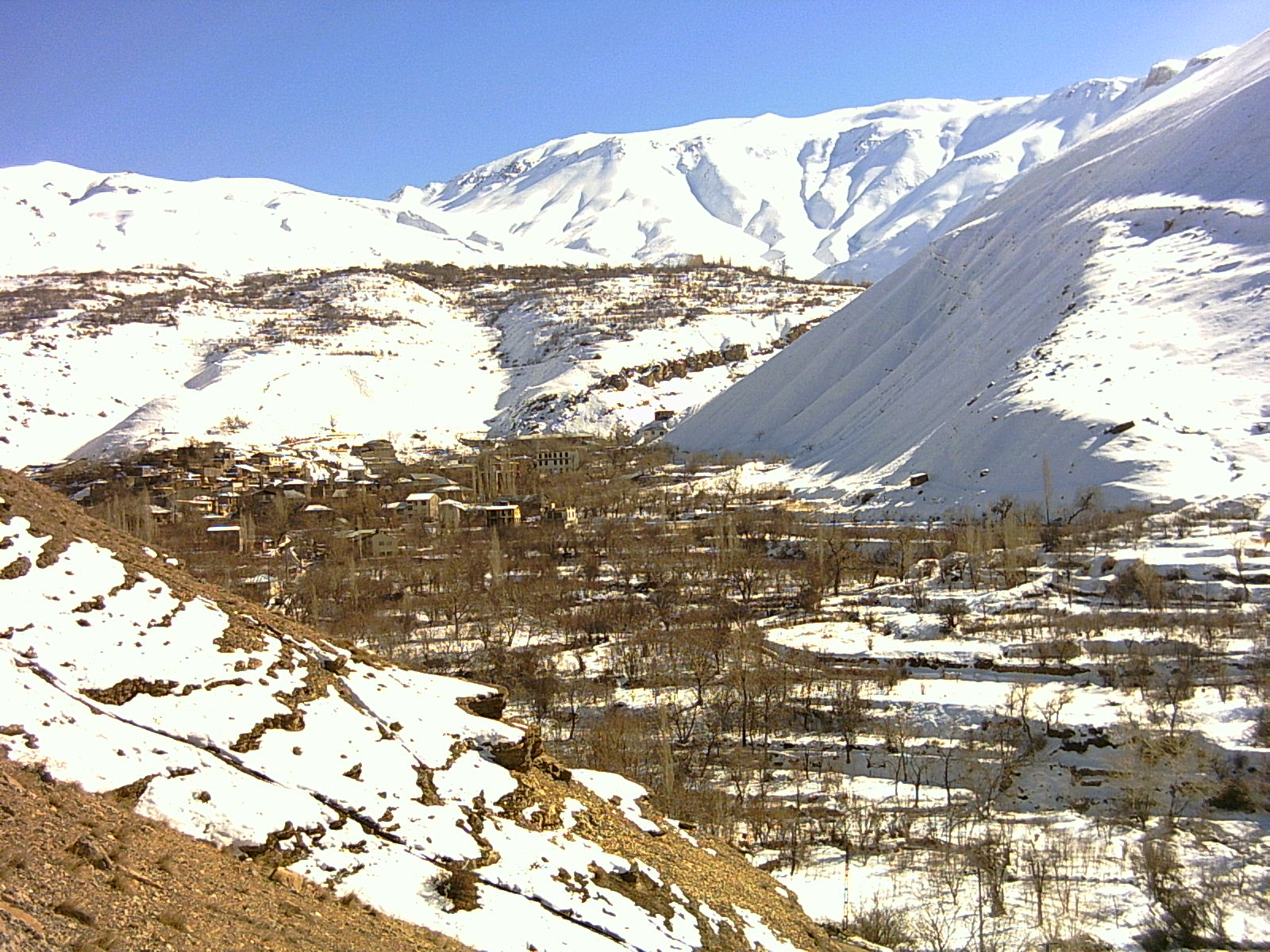
نمایی از کوه‌های منطقه خور

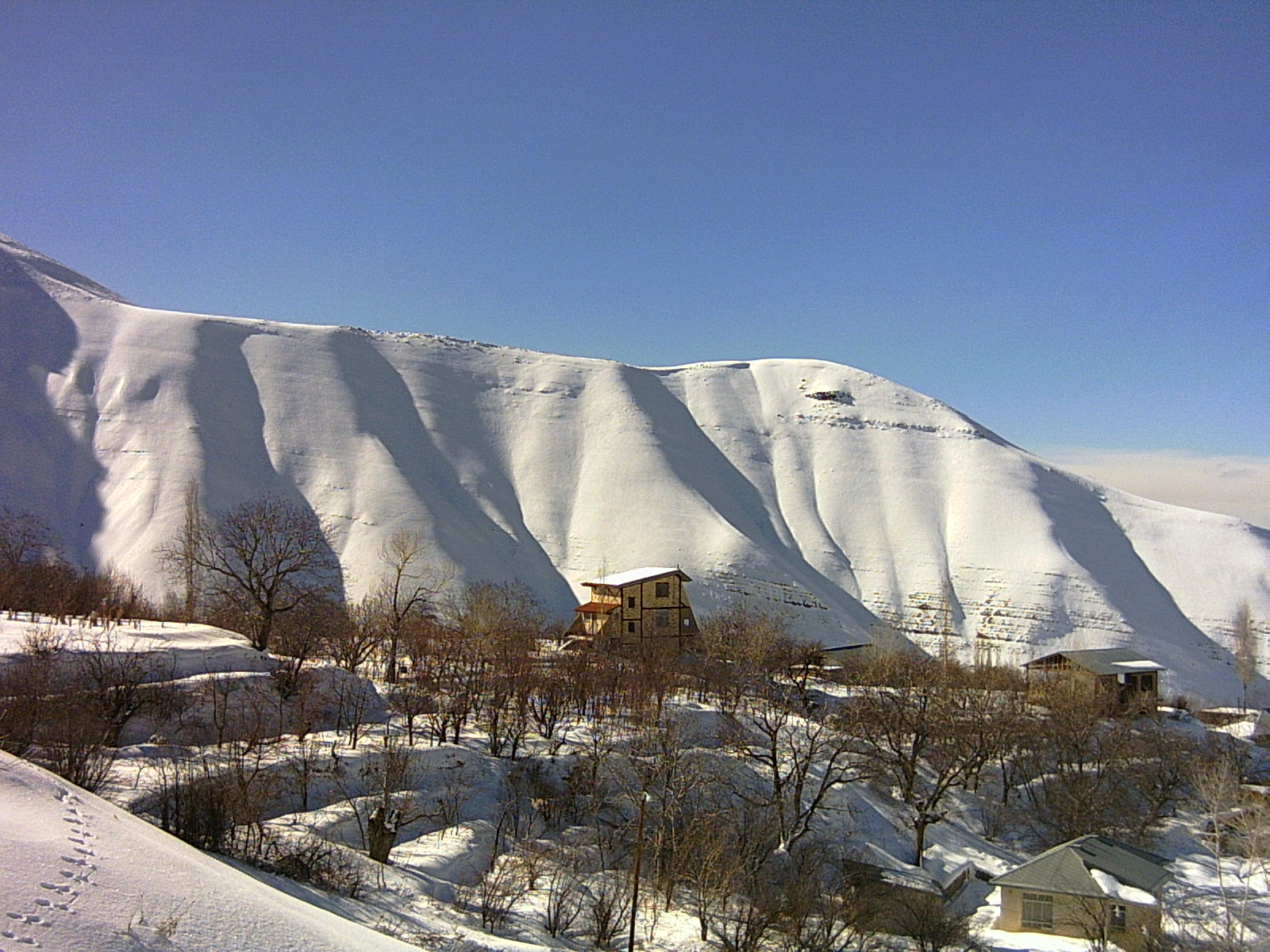
نمایی از کوه‌های منطقه خور

پیست اسکی خور با بلندای ۲۸۰۰ تا ۳۰۰۰ متر از سطح دریا در استان البرز و در نزدیکی سد امیرکبیر (سد کرج)، در کنار روستای تاریخی خور جای دارد. برای رسیدن به این پیست اسکی در ۲۳ کیلومتری جاده کرج-چالوس، پیش از ورودی تأسیسات سد امیرکبیر باید مسیر را از راه فرعی به سمت خاور پی گرفت و از روستاهای ارنگه و روستای جی گذر کرد.
ساخت این پیست به پیش از سال ۱۳۵۷ بازمی‌گردد و پس از دوران جنگ ایران و عراق مجدداً راه‌اندازی گردید. در سال ۱۳۸۸ با تغییر در شیوه مدیریت و تفویض اختیارات مربوطه، آغاز به کار نمود. دارای دو مسیر ۱۸۵۰ متری و ۳۵۰ متری است و گنجایش روزانه ۱۳۰۰ اسکی‌باز را دارد. پیست اسکی خور هم‌اکنون در طول هفته برای استفاده همگانی آماده است. امکانات بالابری این پیست یک تله‌اسکی بشقابی است.
با وجود موقعیت جغرافیایی پیست‌های اسکی خور و دیزین در استان البرز، فعالیت و نظارت بر این دو پیست هم‌اکنون زیر سرپرستی تربیت بدنی استان تهران انجام می‌شود. این پیست یکی از جاذبه‌های گردشگری شهرستان کرج به شمار می‌آید.